# Badminton op de Gemenebestspelen 2010
Badminton is een van de sporten die beoefend werden tijdens de Gemenebestspelen 2010 in Delhi. Het badmintontoernooi vond plaats van 4 tot en met 14 oktober in het Siri Fort Sports Complex.

## Medailles

### Medaillewinnaars
| Onderdeel      | Goud | Goud | Zilver | Zilver | Brons | Brons |
| -------------- | --- | ---- | --- | ------ | --- | ----- |
| enkelspel (m)  | Lee Chong Wei | MAS  | Rajiv Ouseph | ENG    | Parupalli Kashyap | IND   |
| dubbelspel (m) | Koo Kien Keat Tan Boon Heong | MAS  | Anthony Clark Nathan Robertson | ENG    | Hendra Wijaya Hendri Kurniawan Saputra | SGP   |
|                | |      | |        | |       |
| enkelspel (v)  | Saina Nehwal | IND  | Wong Mew Choo | MAS    | Liz Cann | ENG   |
| dubbelspel (v) | Jwala Gutta Ashwini Ponnappa Machimanda | IND  | Shinta Mulia Sari Yao Lei | SGP    | Tang He Tian Kate Wilson-Smith | AUS   |
|                | |      | |        | |       |
| dubbelspel (g) | Chin Eei Hui Koo Kien Keat | MAS  | Jenny Wallwork Nathan Robertson | ENG    | Yao Lei Triyachart Chayut | SGP   |
| team (g)       | Peng Soon Chan Li Ya Lydia Cheah Ee Hui Chin Liu Ying Goh Muhammad Hafiz Hashim Kien Keat Koo Chong Wei Lee Boon Heong Tan Mew Choo Wong Khe Wei Woon | MAS  | Sanave Thomas Arattukulam Aparna Balam Chetan Anand Buradagunta Jwala Gutta Rupesh Kumar Ashwini Ponnappa Machimanda Aditi Ajay Mutatkar Saina Nehwal Kashyap Parupalli Diju Valiya Veetil | IND    | Chris Adcock Mariana Agathangelou Carl Baxter Lizz Cann Anthony Clark Heather Olver Rajiv Ouseph Nathan Robertson Jenny Wallwork Gabby White | ENG   |

### Medaillespiegel
| Plaats | Land      | Goud | Zilver | Brons | Totaal |
| 1      | Maleisië  | 4    | 1      | 0     | 5      |
| 2      | India     | 2    | 1      | 1     | 4      |
| 3      | Engeland  | 0    | 3      | 2     | 5      |
| 4      | Singapore | 0    | 1      | 2     | 3      |
| 5      | Australië | 0    | 0      | 1     | 1      |
| Totaal | Totaal    | 6    | 6      | 6     | 18     |